# Mont Fleuri (Seychelles)
Pour les articles homonymes, voir Mont Fleuri.
Mont Fleuri est un district des Seychelles situé au centre de l'île de Mahé. Il comprend aussi les huit îles et îlots du parc national marin de Sainte Anne.

## Géographie

### Démographie
Le district de Mont Fleuri couvre 6,1 km2 et compte 3 611 habitants (2002).